# Nokia 5610 XpressMusic
El Nokia 5610 XpressMusic es un teléfono móvil que forma parte de la serie XpressMusic de la compañía finlandesa Nokia. Pertenece a la telefonía móvil 3G y fue lanzada al mercado a finales de 2008. 

## Descripción

### Xpress Music
Tiene la tecnología Xpress Music (reproductor de música). Posee un chip especial dedicado a música y la autonomía es aún mayor: haciendo uso medio (entre dos y tres horas de reproducción diaria) y manteniendo la función telefónica activa en todo momento, este Nokia soporta hasta tres jornadas sin necesidad de recarga. Y también tiene un gran altavoz brindando una gran calidad de sonido.

### Cámara de fotos
La cámara ofrece una buena resolución de 3,2 megapíxeles con autoenfoque y flash integrado, lo que la hacía muy avanzada en cuanto a resolución y diseño.

### Otras ventajas
También se acompaña de un puerto microUSB con el que se puede conectar el Nokia 5610 a un PC para sincronizar, añadir y borrar ficheros (con el reproductor de Windows o el PC Suite de Nokia). Y tiene Bluetooth para usar el “manos libres” en el coche o transferir pequeños archivos a otros aparatos.

### Ficha técnica
- Estándar 	850 / 900 / 1800 / 1900 MHz
- Red GSM / GPRS /UMTS
- Peso y dimensiones 	98,5 x 48,5 x 17 milímetros 75 gramos
- Memoria 	20 MB de memoria interna, ampliables por tarjeta microSD de hasta 4 GB
- Cámara 	3,2 megapixeles y Flash LED Zum digital 8x
- Captura de fotografías (JPEG, 2048 x 1536 píxeles, 65,536 colores) Grabación de vídeo (MPEG4-H.264, 640 x 480 píxeles)
- Cámara secundaria para videollamadas QCIF (176 x 144 píxeles) a 15 imágenes por segundo
- Pantalla 	TFT LCD 2,2 pulgadas (240 x 320 píxeles)
- 16,7 millones de colores
- Multimedia 	Reproducción de música, vídeos y fotos
- Formatos compatibles: MP3, ACC, WMA, MIDI, JPEG, MPEG-4 (H.264)
- Sintonizador radio FM con RDS
- Grabación de voz
- Controles y conexiones 	Sistema operativo Symbian S40
- Opera mini (navegador Internet)
- Teclado alfanumérico
- Stick central
- Botón desplazable de acceso a radio y reproductor
- Control volumen
- Bluetooth 2.0
- MicroUSB
- Entrada directa jack 2,5 mm
- Ranura para tarjetas de memoria microSD
- Autonomía 	6 horas en conversación (GSM)
- 312 horas en espera (GSM) 22 horas de reproducción musical

Problemas
El teléfono ha presentado varios problemas de fabricación, problemas en la ranura de memoria MicroSD, en los materiales con los que ha sido fabricado (como el botón slider de en medio). Otro detalle interno en particular de este terminal es el desgaste de la cinta de datos flex(el conductor de los datos vistos en la pantalla) causado por el carrito del slide, que daña el protentor de esta, haciendo que se rompa, causando una imagen distorsionada.